# Plášťovce
Plášťovce (ungarisch Palást) ist eine überwiegend ungarischsprachige Gemeinde in den Süden der Slowakei, mit 1442 Einwohnern (Stand 31. Dezember 2024). Sie gehört zum Okres Levice, einem Kreis des übergeordneten Bezirks Nitriansky kraj.

## Geographie

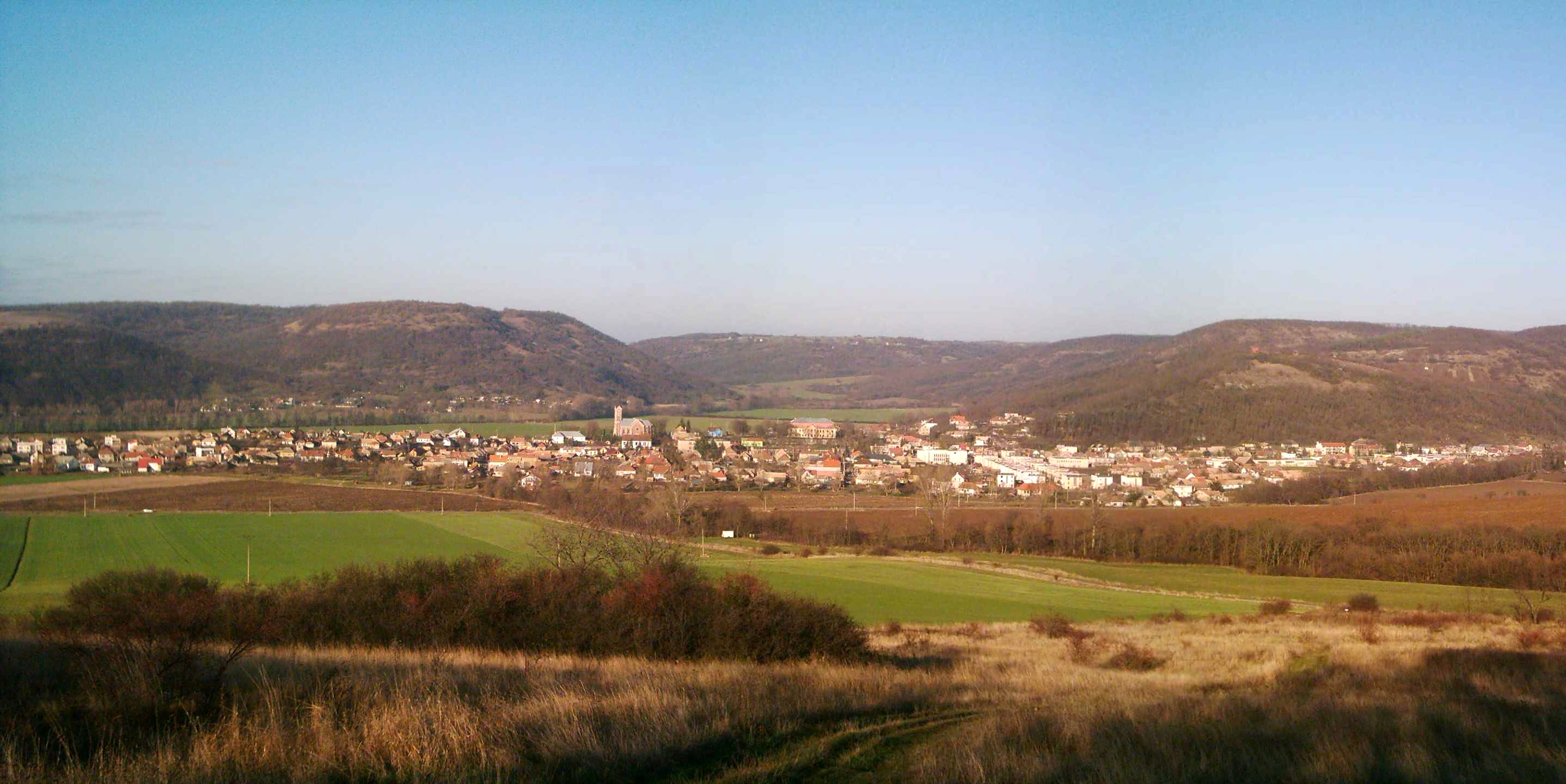
Panorama von Plášťovce

Plášťovce liegt am Südwesthang des Hochlands Krupinská planina am Zusammenfluss der Litava mit der Krupinica und befindet sich inmitten der traditionellen Landschaft Hont. Das Ortszentrum liegt auf der Höhe von 155 m n.m. und ist 12 Kilometer von Šahy und 42 Kilometer von Levice entfernt.

## Geschichte
Der Ort wurde zum ersten Mal 1156 als Plast schriftlich erwähnt und gehörte ursprünglich zur Burg Hont, dann zum Graner Kapitel. Seit dem späten 13. Jahrhundert war der Ort im Besitz der örtlichen Grundbesitzern und im 16. Jahrhundert der Burg Čabraď. Am 10. August 1552 fand beim Ort eine Schlacht zwischen den osmanischen und kaiserlichen Truppen statt, von deren die Osmanen siegreich hervorgingen; eine Kapelle erinnert an dieses Ereignis.
Bis 1918/1919 gehörte der Ort im Komitat Hont zum Königreich Ungarn und kam danach zur Tschechoslowakei. Auf Grund des Ersten Wiener Schiedsspruches lag er 1938–45 noch einmal in Ungarn.

## Bevölkerung
| Jahr                | 1994 | 2004    | 2014    | 2024    |
| ------------------- | ---- | ------- | ------- | ------- |
| Anzahl der Personen | 1787 | 1701    | 1594    | 1442    |
| Unterschied         |      | −4,81 % | −6,29 % | −9,53 % |

| Jahr                | 2023 | 2024    |
| ------------------- | ---- | ------- |
| Anzahl der Personen | 1468 | 1442    |
| Unterschied         |      | −1,77 % |

## Sehenswürdigkeiten

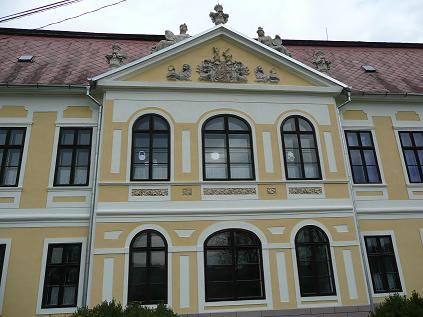
Landschloss im Ort

- römisch-katholische, im Sezessionsstil errichtete Georgskirche aus dem Jahr 1898
- ursprünglich barockes, heute klassizistisches Landschloss der Grundbesitzer Palásthy
- Kurie der Grundbesitzer Ivánka